# Storia dell'uomo

Migrazioni umane di Homo erectus (giallo), Homo neanderthalensis (ocra) e Homo sapiens (rosso).

La storia dell'uomo è l'insieme delle vicende umane ed è parte della storia della Terra.
Come tutte le specie viventi la specie umana ha seguito un processo evolutivo e l'inizio della storia dell'umanità può essere fatto risalire a diversi stadi di questo sviluppo, a seconda della convenzione adottata: la si può far iniziare dalla comparsa del primo manufatto tecnologico dell'Australopithecus garhi (2,5 milioni di anni fa), oppure a partire dalla comparsa della prima specie del genere Homo, ossia l'Homo habilis (2,4 milioni di anni fa), o anche dalla comparsa dell'Homo sapiens, il cosiddetto "uomo moderno" (tra i 300 000 e i 200 000 anni fa), dotato di caratteri anatomici identici all'uomo odierno e caratterizzato da una cultura artistica e spirituale. Un inizio universalmente riconosciuto della Storia, dunque, non esiste a priori, ma dipende dalla convenzione che si sceglie di adottare.
Il periodo precedente alla comparsa sulla Terra dell'Homo sapiens è oggetto di studio specifico della paleoantropologia e non della storiografia. Qualsiasi inizio si voglia scegliere, in ogni caso la storia dell'umanità inizia in Africa orientale: i fossili dell'Australopithecus garhi sono stati trovati in Etiopia, nella regione degli Afar, quelli dell'Homo abilis in Tanzania, nella Gola di Olduvai, e quelli dell'Homo sapiens sempre in Etiopia, nella valle del fiume Omo.
Dall'Africa orientale, poi, attraverso diverse ondate migratorie, gli uomini hanno raggiunto e popolato prima l'intera Africa e poi gli altri continenti: secondo le teorie più diffuse, l'Asia fu raggiunta 100 000 anni fa e il suo popolamento fu completato 25 000 anni fa; l'Oceania fu raggiunta circa 50 000 anni fa e il suo popolamento fu completato 1 200 anni fa (con la colonizzazione della Polinesia); l'Europa fu popolata tra 40 000 e 25 000 anni fa; l'America fu popolata tra 10 000 e 20 000 anni fa; l'Antartide, raggiunta nel XIX secolo, non è stabilmente popolata.

## Periodizzazione

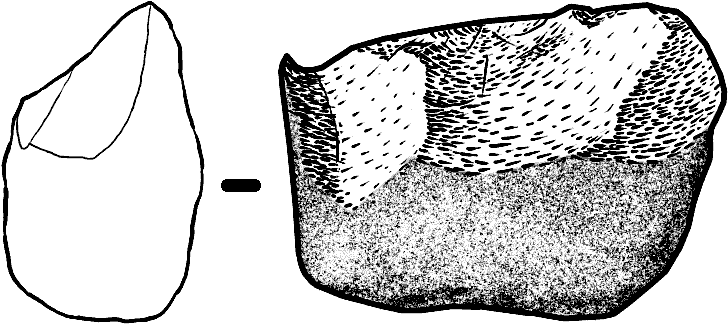
L'inizio della storia dell'umanità: un chopper con "margine semplice", una pietra scheggiata proveniente dal sito di Dmanisi (Georgia): uno strumento fabbricato da un individuo della specie Homo habilis circa 1 850 000 anni fa. L'industria litica sancisce la nascita della tecnologia e con essa la comparsa del genere umano e l'inizio della Preistoria

La periodizzazione della storia umana più comune presso la cultura occidentale suddivide la storia dell'umanità in vari grandi periodi: Preistoria (che è a sua volta suddivisa in varie età), Età antica, Medioevo, Età moderna ed Età contemporanea.
Mentre le vicende preistoriche trovano fatti comuni a tutte le attuali civiltà del mondo, a partire dall'Età antica tale periodizzazione riflette maggiormente le vicende del Vicino Oriente antico, del continente europeo e in generale del mondo occidentale. La Preistoria (2,5 milioni di anni fa – IV millennio a.C.) è il primo periodo della storia umana. Inizia con le prime testimonianze della tecnologia, testimoniata soprattutto dall'industria litica, ossia la costruzione dei primi utensili in pietra da parte di alcuni rappresentanti della prima specie del genere Homo, l'Homo habilis, o del suo predecessore, appartenente al genere Australopitecus; tipico esempio è la tecnologia della selce scheggiata. La Preistoria è suddivisa in:
- Età della pietra: gli esseri umani cominciano a fabbricare utensili in pietra, legno o altre materie prime.
  - Paleolitico ("età antica della pietra", 2,5 m.a.f.- 12 000 a.f.): la più antica e la più lunga era della storia dell'umanità (più del 99% della sua storia), inizia con la costruzione di utensili in vari materiali naturali e termina con la comparsa delle prime forme di agricoltura. Nel corso di quest'epoca si verifica il lento passaggio dalla specie Homo habilis all'essere umano moderno (sapiens). Gli uomini del Paleolitico sono nomadi e cacciatori-raccoglitori.
  - Mesolitico ("età di mezzo della pietra", 12 000-10 000 a.C. circa): rappresenta la fase di transizione tra Paleolitico e Neolitico.
  - Neolitico ("età nuova della pietra", 10 000 a.C. - 3 500 a.C. circa): inizia con la Rivoluzione neolitica, ovvero il passaggio da uno stile di vita nomade basato sulla caccia e sulla raccolta a una vita stanziale basata sull'agricoltura e sull'allevamento, con la costruzione dei primi villaggi.
- Età dei metalli: gli esseri umani cominciano a sviluppare la metallurgia e lavorare i metalli. Nelle società in cui la metallurgia è contemporanea alla Rivoluzione urbana, l'Età dei metalli è parte della Protostoria, fase di passaggio tra Preistoria ed Età antica[8].
  - Età del rame: dalle prime forme di metallurgia.
  - Età del bronzo: dall'uso del bronzo.
  - Età del ferro: dall'uso del ferro.

Dopo la Preistoria si succedono le seguenti età.
- Età antica: tra l'invenzione della scrittura (IV millennio a.C.) e la caduta dell'Impero romano d'Occidente (476 d.C.); è caratterizzata dal diffondersi della Rivoluzione urbana, dapprima nelle culle delle città e poi nei vari continenti, e successivamente dal formarsi dei primi imperi.
- Medioevo: dalla caduta dell'Impero romano d'Occidente (476) all'arrivo di Cristoforo Colombo in America (1492). È caratterizzato dalla crisi del sistema imperiale sotto la spinta di popolazioni nomadi o semi-nomadi e poi dalla graduale ricomposizione di un equilibrio.
- Età moderna: dal primo viaggio di Cristoforo Colombo (1492) alla Rivoluzione francese (1789) e alla Rivoluzione industriale (fine XVIII secolo); è caratterizzata dalla Rivoluzione geografica e dalla colonizzazione europea del mondo.
- Età contemporanea: dalla Rivoluzione francese (1789) e dalla prima Rivoluzione industriale (fine XVIII secolo) al presente; è caratterizzata dall'industrializzazione e dall'ascesa della borghesia e del popolo.

Nelle storiografie di altre aree culturali esistono altri tipi di periodizzazione, che meglio descrivono contesti storici diversi da quello occidentale. La molteplicità di modelli di periodizzazione diversi nelle varie aree culturali del pianeta rappresenta un problema serio quando si vogliono descrivere processi storici di portata mondiale. La necessità di avere a disposizione schemi validi per tutte le aree culturali e per tutti i continenti ha portato alla formulazione di proposte di periodizzazione di tutta la Storia mondiale alternative a quella tradizionale attraverso criteri che si adattano non ad un solo contesto, ma che siano validi per tutte le civiltà del pianeta.
L'archeologo australiano Vere Gordon Childe e l'etnologo statunitense Ernest Gellner, ciascuno indipendentemente dall'altro, hanno contribuito all'elaborazione di una periodizzazione della Storia valida per tutte le aree culturali.
La periodizzazione e la divisione delle varie età è stata sviluppata in base ai concetti di Rivoluzione neolitica, Rivoluzione urbana, formazione di imperi, Rivoluzione scientifica, Rivoluzione industriale, Rivoluzione demografica, Rivoluzione francese.
Da questi concetti, si sono diffusi modelli alternativi a quello tradizionale, ma è comunque possibile stabilire delle precise corrispondenze col modello tradizionale (Preistoria, Età antica, Medioevo, Età moderna, Età contemporanea). Gli elementi fondamentali generalmente utilizzati per disegnare i nuovi modelli di periodizzazione sono:
- rapporto con l'ambiente (modi di procurarsi cibo, materie prime, energia);
- organizzazione politica e sociale (divisione del lavoro, esercizio del potere);
- cultura (arte, letteratura, musica, religione);
- interazioni fra le varie società e vari continenti, pacifica o conflittuale (commerci, guerre).

## Comparsa dell'essere umano

Distribuzione spaziale e temporale delle principali specie appartenenti al genere Homo

La teoria attualmente riconosciuta e accettata da antropologi, paleontologi e biologi stima che la famiglia Hominidae si sia evoluta a partire da protoprimati, ramo comune dal quale discendono anche le scimmie africane circa 5-6 milioni di anni fa e che fra i 2,3 ed i 2,4 milioni di anni fa il genere Homo si sia differenziato dall'Australopithecus.
Circa sette milioni di anni fa l'assestamento della crosta terrestre produsse la formazione della Rift Valley, che attraversa gli stati attuali: Etiopia, Kenya e Tanzania. La popolazione dei proto-ominidi africani si ritrovò ad essere geograficamente separata dal Rift in due ambienti ecologicamente differenti: il versante ovest rimase lussureggiante e i protoprimati su questo lato si evolvettero in un ambiente boscoso, differenziandosi verso la linea delle attuali scimmie antropomorfe non umane, mentre altre rimaste sull'altopiano orientale si adattarono a condizioni ambientali differenti quali la riduzione della foresta e la conseguenza presenza di habitat più vari, come l'estendersi geografico dalla savana africana. In questo ambiente avvenne l'evoluzione e l'affermazione della linea afferente agli Hominina, di cui Homo sapiens è l'unico sopravvivente.
L'appartenente al genere Homo progenitore della nostra specie, denominato Homo ergaster, si origina in Africa, evolvendosi dà origine a Homo erectus e investendo ad ondate successive l'Eurasia si differenzia nelle specie Homo heidelbergensis e successivamente in Homo neanderthalensis (processo di migrazione chiamato Out-of-Africa 1), gli appartenenti al genere Homo che rimasero in Africa diedero origine all'Homo sapiens che successivamente migrò, dando origine ad un secondo processo di migrazione chiamato Out-of-Africa 2.
L'essere umano moderno, secondo studi genetici, è originario dell'Africa (circa 200 000 anni fa); durante il processo di migrazione chiamato Out-of-Africa II (seconda fuoriuscita dal continente africano) ha colonizzato dapprima l'Eurasia e l'Oceania (circa 50 000 anni fa), ibridandosi con le specie già fuoriuscite dall'Africa in precedenza (denisoviani in Asia orientale e neanderthaliani in Eurasia occidentale), poi, infine, le Americhe (da circa 15 000 anni fa con lo sviluppo della cultura Clovis o persino precedente l'ultimo massimo glaciale, 35 000 anni fa). Secondo i medesimi studi le attuali etnie caucasiche, indiane e oceaniche conservano tracce di ibridazione con Homo neanderthalensis ereditate tramite la trasmissione paterna del cromosoma Y avvenuta in Europa, mentre altre popolazioni non presentano tracce di ibridazione con Homo neanderthalensis: questo viene comunemente interpretato come una conferma dell'origine africana dell'essere umano moderno, il quale solo durante la seconda migrazione a partire dall'Africa si sarebbe ibridato con gli ominidi europei residenti nel centro Europa a partire dalla prima migrazione.
Gli umani generalmente vivevano in piccoli gruppi nomadi; circa 10 000 anni fa, l'avvento dell'agricoltura innescò la rivoluzione neolitica. L'accesso a stabili risorse di cibo favorì la formazione di comunità permanenti, l'addomesticamento di animali e l'uso di utensili in metallo. L'agricoltura incoraggiò anche lo scambio e la cooperazione; con l'affermarsi della metallurgia e di altre innovazioni, erano ormai gettate le basi per le prime società. I primi villaggi si svilupparono nelle regioni del Medio Oriente (Fase protostorica del Vicino Oriente).

## Prime civiltà urbane

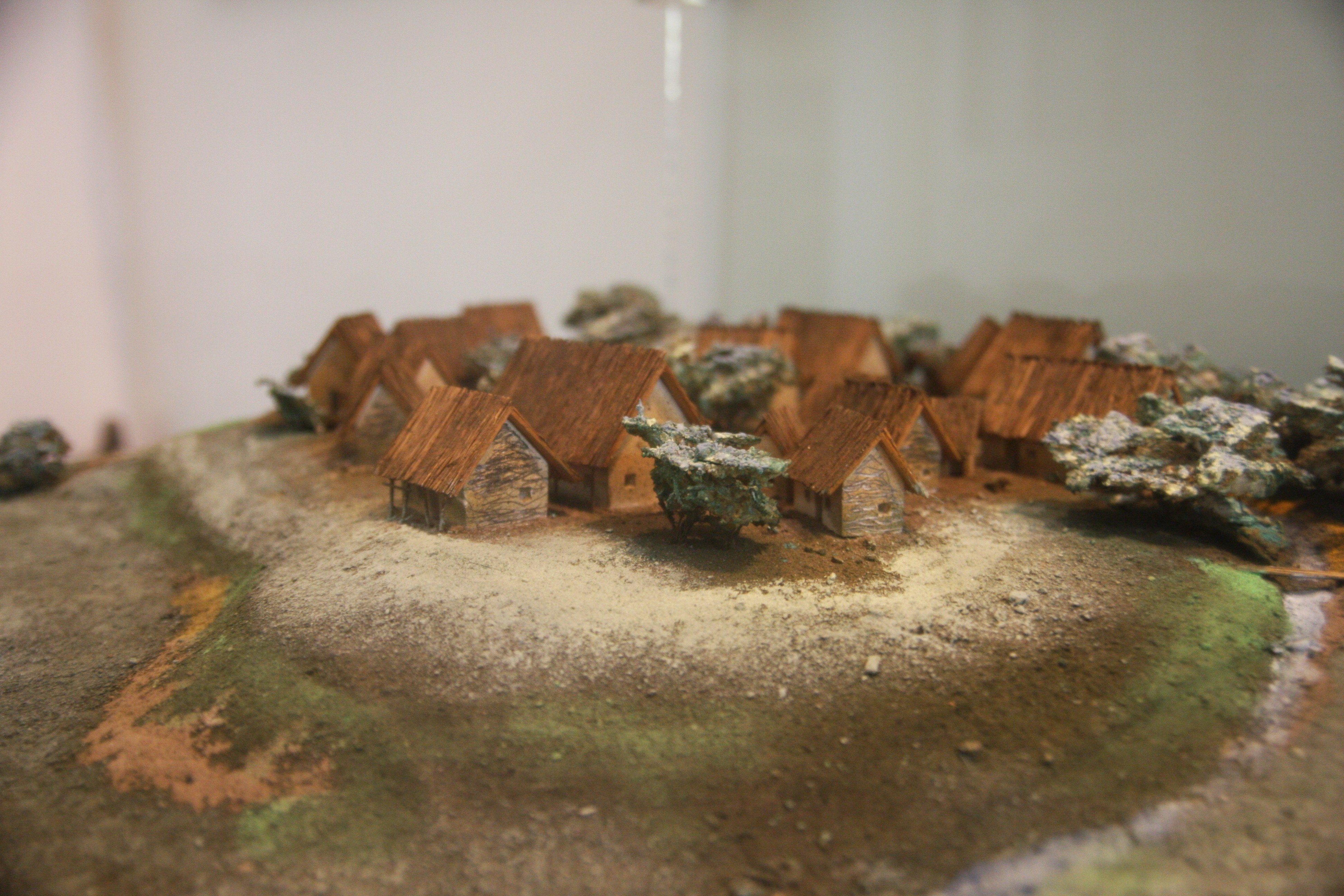
Una riproduzione in scala di un villaggio della cultura di Cucuteni-Trypillia (Romania-Ucraina) intorno al 5 000 a.C. Agricoltura, allevamento e sedentarizzazione in villaggi stabili segnano il passaggio dal Paleolitico al Neolitico

Circa 9 500 anni fa si formarono in India e successivamente anche in Mesopotamia, nell'antico Egitto e, probabilmente, anche in Siria, le prime forme di città-Stato. Queste civiltà svilupparono le prime forme di scrittura e le prime grandi religioni.
Le forze militari si formarono per protezione e i governi per l'amministrazione delle società che si andavano sempre più sviluppando. Nella cultura babilonese, il Codice di Hammurabi è la prima testimonianza di legislazione pervenutaci. Gli Stati cooperavano e competevano per le risorse, in alcuni casi muovendo guerra.
Lo sviluppo delle città portò alla costruzione di imponenti strutture di vario genere, di carattere religioso, bellico o semplicemente per l'abbellimento della città (Sette meraviglie del mondo). Si accentuarono le differenze tra classi sociali, con il fenomeno della schiavitù.
Nacque una prima economia che, basò il commercio sul baratto. Si sviluppò l'agricoltura, e una prima forma di economia non di sussistenza. Con lo sviluppo delle società mercantili, come quella dei cosiddetti "popoli del mare", dei Micenei, degli Etruschi o dei Fenici, ebbe sviluppo il commercio e l'artigianato, ma anche l'arte della guerra da parte dei Micenei.
Contemporaneamente, la civiltà della valle dell'Indo (c. 3300 - 1300 a.C.), estesa geograficamente soprattutto lungo il fiume Indo nel subcontinente indiano, ma anche lungo il Sarasvati, un fiume dell'India ormai prosciugato, si colloca tra le più antiche civiltà del mondo, insieme a quelle della Mesopotamia e dell'antico Egitto. Lo sviluppo urbano è più precoce in Egitto e Mesopotamia, ma la civiltà dell'Indo conobbe una maggiore estensione geografica (attuale Pakistan e India occidentale).
Ancora più a oriente, testimonianze dell'antica agricoltura cinese basata sulle risaie sono state datate al 6000 a.C. e associate alla cultura di Peiligang (裴李崗文化) della contea di Xinzheng (新鄭縣), Henan (河南省). Grazie all'agricoltura, aumentò la popolazione, l'abilità nell'immagazzinare le risorse e comparvero le prime figure di amministratori e artigiani. Nel tardo Neolitico, la valle di Huang He (黃河) divenne un centro culturale, infatti è qui che furono fondati i primi villaggi, fra i quali il più significativo da un punto di vista archeologico è quello ritrovato a Banpo (半坡), Xi'an (西安).
Tra le tesi dello sviluppo successivo, la tesi dell'area nucleare, dell'archeologo Kwang-chih Chang sosteneva che la civiltà cinese si fosse sviluppata da una cultura dell'era neolitica, quella di Yangshao. Tale cultura si sarebbe diffusa attorno al 5000 a.C. e avrebbe formato la base per la civiltà cinese.
La tesi delle "sfere interattive" proposta da Kwang-chih Chang, sostiene che la cultura cinese non derivi solo dalla cultura Yangshao, ma da una combinazione di culture presenti in quel periodo. Inizialmente queste culture erano separate, ma si integrarono con il commercio e la diffusione delle prime tecnologie attorno al 3000 a.C.
In Giappone si stava sviluppando il Periodo Jōmon, forse primo, dove troviamo forse il primo esempio di manufatti ceramici.
In Grecia nacquero le città-Stato; qui sorsero le prime grandi scuole di filosofia, le più antiche forme delle quali furono forse in vivificante contatto con le culture orientali persiane.

## Gli Imperi
Il primo impero a svilupparsi fu quello babilonese, che sviluppò le prime leggi scritte certificate di re Hammurabi. Seguì l'impero assiro, che unificò il Medio Oriente sotto uno stato centralizzato repressivo. In questo periodo si sviluppò la metallurgia (ferro)
L'impero dei Persiani si estendeva dall'Egeo all'Indo ideò l'universalità e sviluppò un sistema centralizzato regionalistico.
La cultura greca - fortemente interattiva con quelle minoica e persiana - innestatasi con quella romana dopo la sua conquista, fornì gli elementi essenziali della cultura del mondo occidentale, arricchitasi poi a livello istituzionale, essenzialmente grazie alla complessa struttura statale ideata dal sistema di Roma che superò le anguste visioni della polis greca, pur alimentandosi con l'esperienza imperiale avviata dall'ellenizzato Alessandro Magno.
Nell'ultima metà del I millennio a.C., si registrarono progressi tecnologici decisivi (filosofia), proprio mentre in Cina si perfezionava la preparazione della carta, che agevolò la scrittura e quindi la diffusione del sapere. Sempre in Cina si svilupparono la matematica e successivamente un suo nuovo ramo: l'algebra (vedi Storia dei numeri).

In Italia, si sviluppò la civiltà romana, discendente di quella etrusca, che fondò un grande impero. La sua storia e divisibile in 3 periodi: monarchico (753-509 a.C.), repubblicano (509-27 a.C.) e imperiale (27 a.C.-476 d.C.). La civiltà romana fu caratterizzata da un marcato militarismo (es: guerre puniche), anche se già nel periodo tardo-repubblicano nelle città romane, si attuarono progressi in ingegneria civile e militare, con la costruzione di strade, ponti e di un sistema idrico e fognario.

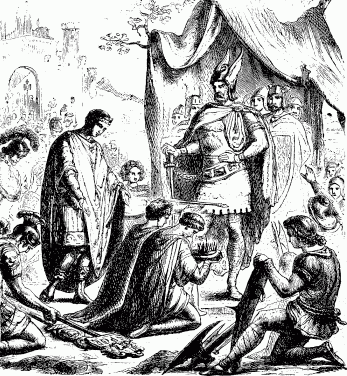
476: l'ultimo imperatore romano, Romolo Augusto, consegna la sua corona al generale barbaro Odoacre. La storiografia indica tradizionalmente questo momento come transizione tra età antica e medioevo

Il declino del sistema imperiale di Roma (165-476 d.C.) segna l'inizio del Medioevo in Europa, malgrado una parte tutt'altro che secondaria dell'Impero sopravviva a lungo più a Oriente, con l'Impero Bizantino. Il Sacro Romano Impero fu un'organizzazione statale di stampo feudale fondata nell'anno 800 da Carlo Magno. L'Islam, fondato dal profeta Maometto, creò un vasto impero, che estendeva dalla Persia alla Spagna.
Quando nel XV secolo i Turchi ottomani s'impadronirono di Costantinopoli, nell'Europa latina (territorio identificato in gran parte nell'Italia contemporanea) erano già in atto da qualche tempo profonde riflessioni sui nuovi assetti territoriali e culturali del Vecchio Continente, in particolar modo grazie alla riscoperta imprenditorialità delle popolazioni italiche che, fin dall'età delle Crociate, avevano ripreso a percorrere le rotte transmarine e a organizzarsi in organizzazioni statali locali: comuni e republiche marinare.

## Storia post-classica
Il periodo post-classico, compreso approssimativamente tra il 500 e il 1500 d.C., fu caratterizzato dall'affermazione e dalla diffusione delle principali religioni mentre la civiltà si espandeva in nuove parti del mondo e il commercio tra i vari popoli si intensificava. Tra il X il XIII secolo, l'emisfero settentrionale sperimentò il "periodo caldo medievale" che favorì l'agricoltura con una conseguente crescita demografica in alcune parti dell'Europa e dell'Asia. Questo fu poi seguito dalla "Piccola era glaciale", che, contestualmente alle epidemie di peste del XIV secolo, comportò una forte diminuzione della popolazione dell'Eurasia. Le principali invenzioni del periodo furono la polvere da sparo, le armi da fuoco e la stampa, tutte originarie della Cina.
A partire dal VII secoli iniziò anche il periodo dell'espansione islamica che coincise con l'epoca d'oro islamica; a ciò seguirono le invasioni e conquiste mongole e la fondazione dell'Impero ottomano. L'Asia meridionale ha avuto una serie di regni, seguiti dalla fondazione di imperi islamici in India.
Nell'Africa occidentale, sorsero l'impero del Mali e l'impero Songhai. Sulla costa sud-orientale dell'Africa, furono fondati porti arabi dove venivano commerciati oro, spezie e altre merci. Ciò permise alla regione africana di unirsi al sistema commerciale del sud-est asiatico, portandola in contatto con l'Asia; ciò diede origine alla cultura swahili.
La Cina fu governata dalle dinastie Sui, Tang, Song, Yuan e dai primi Ming. Le rotte commerciali mediorientali lungo l'Oceano Indiano e la Via della seta attraverso il deserto del Gobi fornirono contatti economici e culturali limitati tra civiltà asiatiche ed europee. Nello stesso periodo, civiltà nelle Americhe, come i Mississippiani, gli Aztechi, i Maya, e gli Inca raggiunsero il loro apice.

### Asia occidentale e centrale
espansione sotto il profeta Maometto, 622-632
     espansione durante il califfato elettivo, 632-661
     espansione durante il califfato omayyade, 661-750

Espansione dall'Islam tra il VII e l'VIII secolo dopo Cristo:
espansione sotto il profeta Maometto, 622-632
espansione durante il califfato elettivo, 632-661
espansione durante il califfato omayyade, 661-750

Prima dell'avvento dell'Islam nel VII secolo, il Medio Oriente era dominato dagli imperi bizantino e sasanide, spesso in conflitto tra di loro per il controllo di diverse regioni contese. I loro scontri rappresentarono anche una battaglia culturale tra la cultura cristiana bizantina e le tradizioni persiane zoroastriane. La nascita dell'Islam creò un nuovo contendente che rapidamente superò entrambi i vecchi imperi.
Maometto, il fondatore dell'Islam, diede inizio alle prime conquiste musulmane nel VII secolo che permisero l'emergere di una nuova politica unificata in Arabia. L'espansione islamica continuò rapidamente alla morte di Maometto sotto il califfato Rashidun e il califfato omayyade giungendo entro il 750 d.C. ad un dominio musulmano che si estendeva su tre continenti (Asia, Africa ed Europa). Il successivo califfato abbaside governò durante la cosiddetta "epoca d'oro islamica", un'era di crescita culturale, scientifica e tecnologica durante la quale prosperarono la filosofia, l'arte e la letteratura.

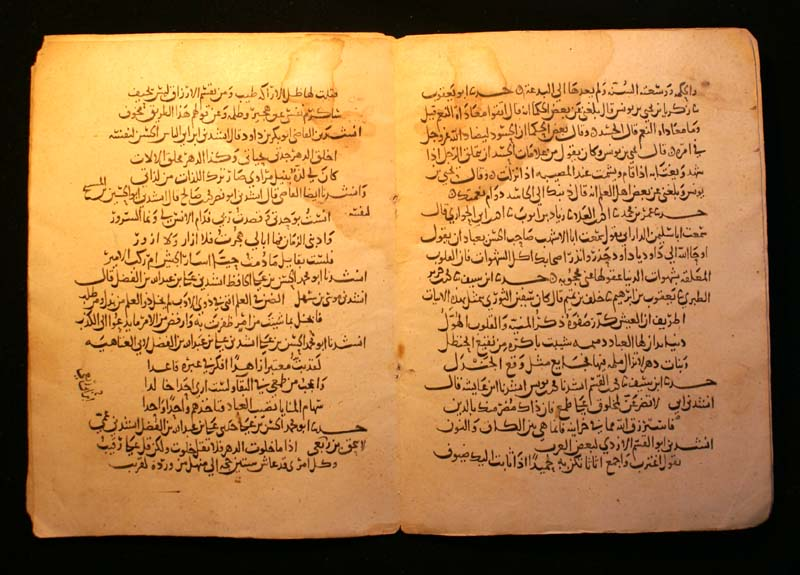
Manoscritto dell'era degli Abbasidi.

Gli studiosi islamici dell'epoca lavorarono alla traduzione, alla preservazione e al commento delle opere classiche dell'antica Grecia e della Persia mentre dalla Cina appresero la fabbricazione della carta e dall'India il sistema numerico decimale posizionale. Allo stesso tempo, diedero significativi contributi originali in vari campi, come lo sviluppo dell'algebra grazie ad Al-Khwarizmi mentre sapienti filosofi, come Avicenna e Averroè, svilupparono un sistema di pensiero. La civiltà islamica si espanse sia attraverso la conquista che sulla base della sua economia mercantile che permise di far giungere merci e fede religiosa in Cina, in India, in Asia sud-orientale e in Africa.

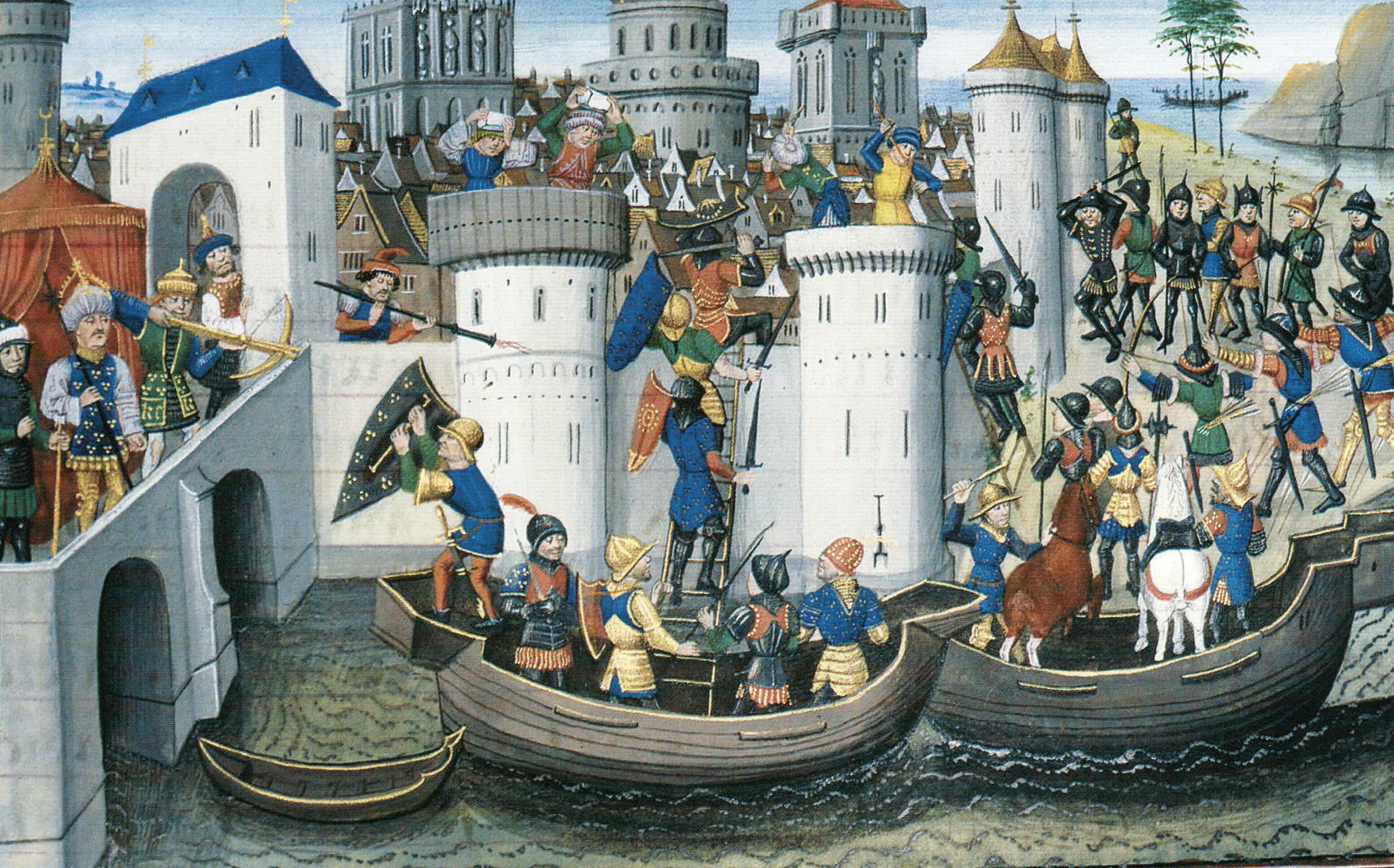
Sacco di Costantinopoli del 1204

La dominazione araba del Medio Oriente terminò a metà dell'XI secolo con l'arrivo dei turchi selgiuchidi che erano migrati verso sud dalle terre d'origine turche. I Selgiuchidi furono sfidati dall'Europa durante le Crociate, una serie di guerre di religione volte a arretrare il territorio musulmano e riprendere il controllo della Terra Santa. Le Crociate alla fine non ebbero successo e servirono di più a indebolire l'Impero bizantino, specialmente con il sacco di Costantinopoli nel 1204 durante quella che è conosciuta come quarta crociata. All'inizio del XIII secolo, una nuova ondata di invasori, i Mongoli, travolse la regione ma alla fine furono eclissati dai Turchi e dalla fondazione dell'Impero ottomano nell'odierna Turchia intorno al 1299.

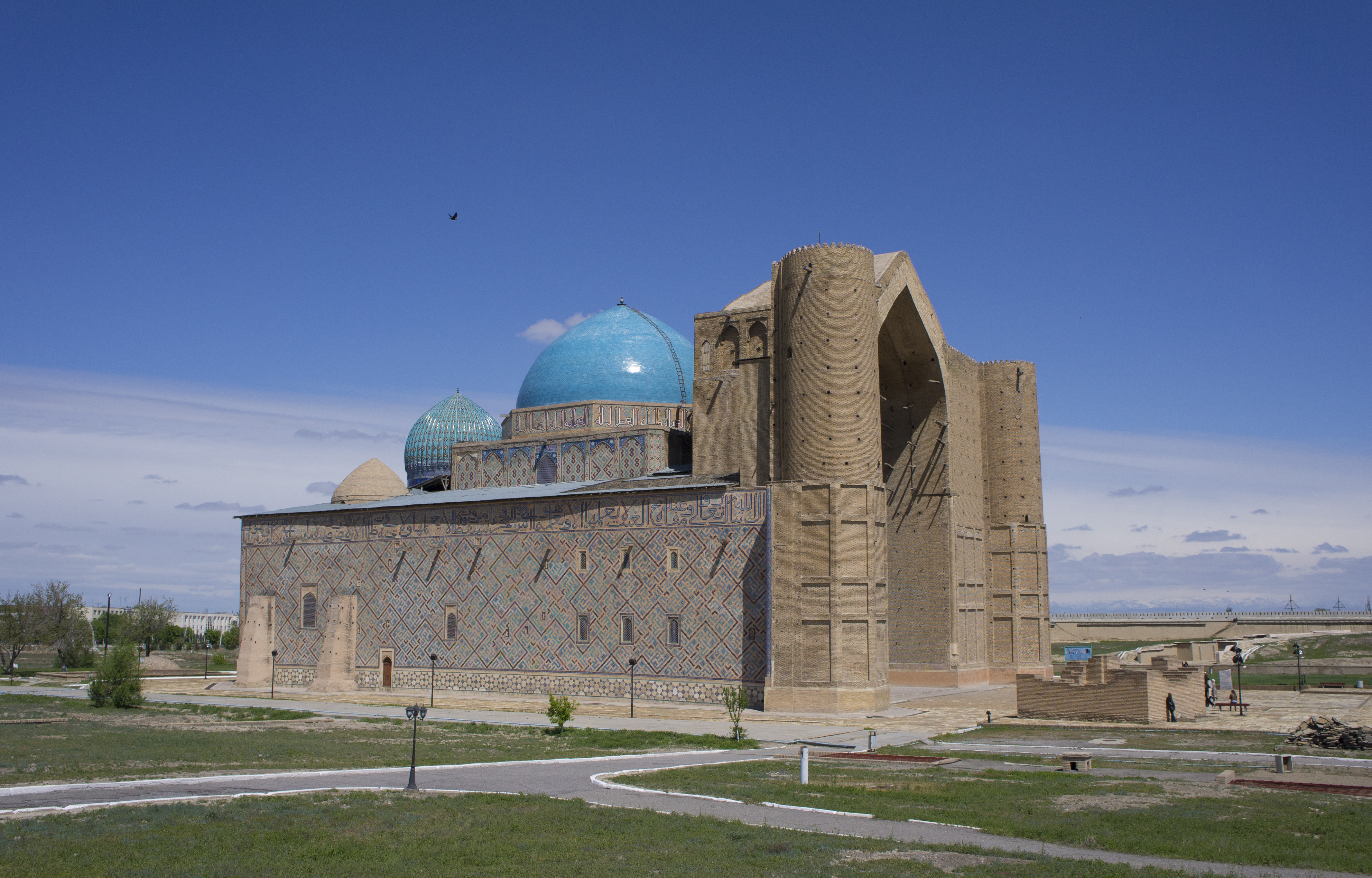
Il Mausoleo di Khoja Ahmed Yasawi, esempio di architettura timuride

Durante tutta l'era post-classica, i nomadi della steppa dell'Asia centrale continuarono a minacciare le società sedentarie, ma affrontarono anche incursioni da parte di arabi e cinesi. Durante la dinastia Sui (581–618) la Cina si espanse in Asia centrale ma i cinesi furono anche costretti a scontrarsi con i nomadi turchi, che stavano diventando il gruppo etnico più dominante nella regione. In origine la relazione tra i due popoli era in gran parte basata sulla cooperazione, ma nel 630 la dinastia Tang lanciò un'offensiva contro i turchi catturando aree del deserto di Ordos. Nell'VIII secolo, l'Islam iniziò a penetrare nella regione e presto divenne l'unica religione per la maggior parte della popolazione, sebbene il Buddismo rimase forte a oriente. Dal IX al XIII secolo, l'Asia centrale fu divisa tra diversi stati potenti, tra cui gli imperi Samanide, Selgiuchide, e Corasmio. A questi imperi succedettero i Mongoli nel XIII secolo; nel 1370, Tamerlano, un condottiero turco nella tradizione militare mongola, conquistò la maggior parte della regione e fondò l'Impero Timuride. Il grande impero di Tamerlano crollò subito dopo la sua morte, ma i suoi discendenti mantennero il controllo di un'area centrale nell'Asia centrale e in Iran inaugurando un periodo noto come "rinascimento timuride".

### Europa

Una miniatura del XIII secolo raffigurante le tre classi della società medievale: coloro che pregavano (il clero), coloro che combattevano (i cavalieri) e coloro che lavoravano (i contadini))

A partire almeno dal IV secolo, il cristianesimo svolse un ruolo di primo piano nel plasmare la cultura, i valori e le istituzioni della civiltà occidentale. Durante l'alto medioevo l'Europa visse un periodo caratterizzato da spopolamento, de-urbanizzazione e invasioni barbariche, tutti fenomeni che ebbero inizio fin nella tarda antichità. Gli invasori barbari fondarono i loro nuovi regni nei resti dell'Impero romano d'Occidente e, sebbene vi fossero stati cambiamenti sostanziali nella società e nelle strutture politiche, la maggior parte dei nuovi regni incorporò le istituzioni romane esistenti. Negli stessi anni il cristianesimo si espanse nell'Europa occidentale e furono fondati monasteri. Nel VII e VIII secolo, i Franchi sotto la dinastia carolingia dettero vita a un impero che arrivò a governare gran parte dell'Europa occidentale. Esso durò fino al IX secolo, quando soccombette a causa della suddivisione e alla pressione di nuovi invasori: i Vichinghi, i Magiari e gli Arabi. Durante l'età carolingia, le chiese svilupparono una forma di notazione musicale chiamata neuma che divenne la base per il moderno sistema di notazione. Negli stessi anni la Rus' di Kiev si espanse dalla sua capitale a Kiev per diventare il più grande stato d'Europa entro il X secolo. Nel 988, Vladimir il Grande adottò il cristianesimo ortodosso come religione di stato.

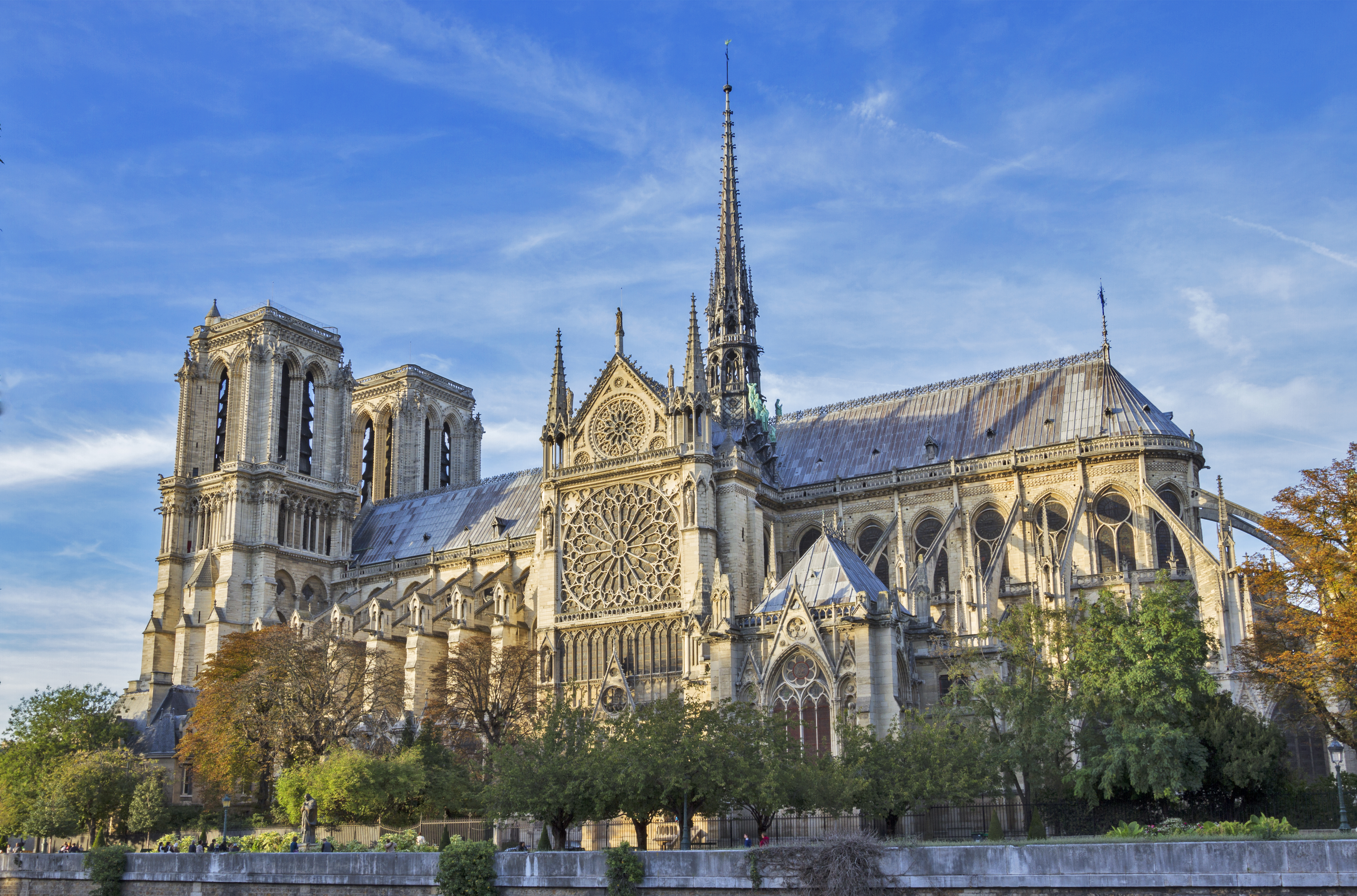
La Cattedrale di Notre-Dame de Paris

Durante il Basso Medioevo, che convenzionalmente viene fatto iniziare dopo il 1000, la popolazione dell'Europa aumentò poiché le innovazioni tecnologiche e agricole consentirono al commercio di prosperare e le rese dei raccolti di aumentare. L'istituzione del sistema feudale, nato già nel IX secolo, influenzò la struttura della società medievale. Dopo il cosiddetto saeculum obscurum la Chiesa cristiana latina intraprese una profonda riforma per tutto l'XI secolo che la portò a scontrarsi con l'impero nella lotta per le investiture da cui uscì vittoriosa. Nel 1054, il Grande Scisma tra la Chiesa cattolica e quella ortodossa orientale favorì il processo di divergenza culturale tra l'Europa occidentale e quella orientale già in atto da alcuni secoli. Le Crociate furono una serie di guerre di religione combattute dai cristiani per strappare il controllo della Terra Santa ai musulmani e riuscirono a stabilire per un tempo abbastanza lungo alcuni stati crociati nel Levante. La vita intellettuale fu segnata dalla filosofia scolastica e dalla fondazione, a partire dal XIII secolo, delle università medievali, mentre la costruzione di cattedrali e chiese gotiche fu una delle più straordinarie conquiste artistiche dell'epoca.
I Mongoli raggiunsero l'Europa nel 1236 e conquistarono la Rus' di Kiev, oltre a invadere brevemente il regno di Polonia e quello d'Ungheria. La Lituania cooperò con i Mongoli ma rimase indipendente e alla fine del XIV secolo formò un'unione personale con la Polonia. Il tardo Medioevo fu caratterizzato da difficoltà e calamità. Carestie, epidemie di peste e guerre decimarono la popolazione dell'Europa occidentale. La sola epidemia di peste nera, partita dall'Asia, si stima che uccise circa tra i 75 e i 200 milioni di persone tra il 1347 e il 1350 pari a circa un quarto o un terzo della popolazione.

### Africa

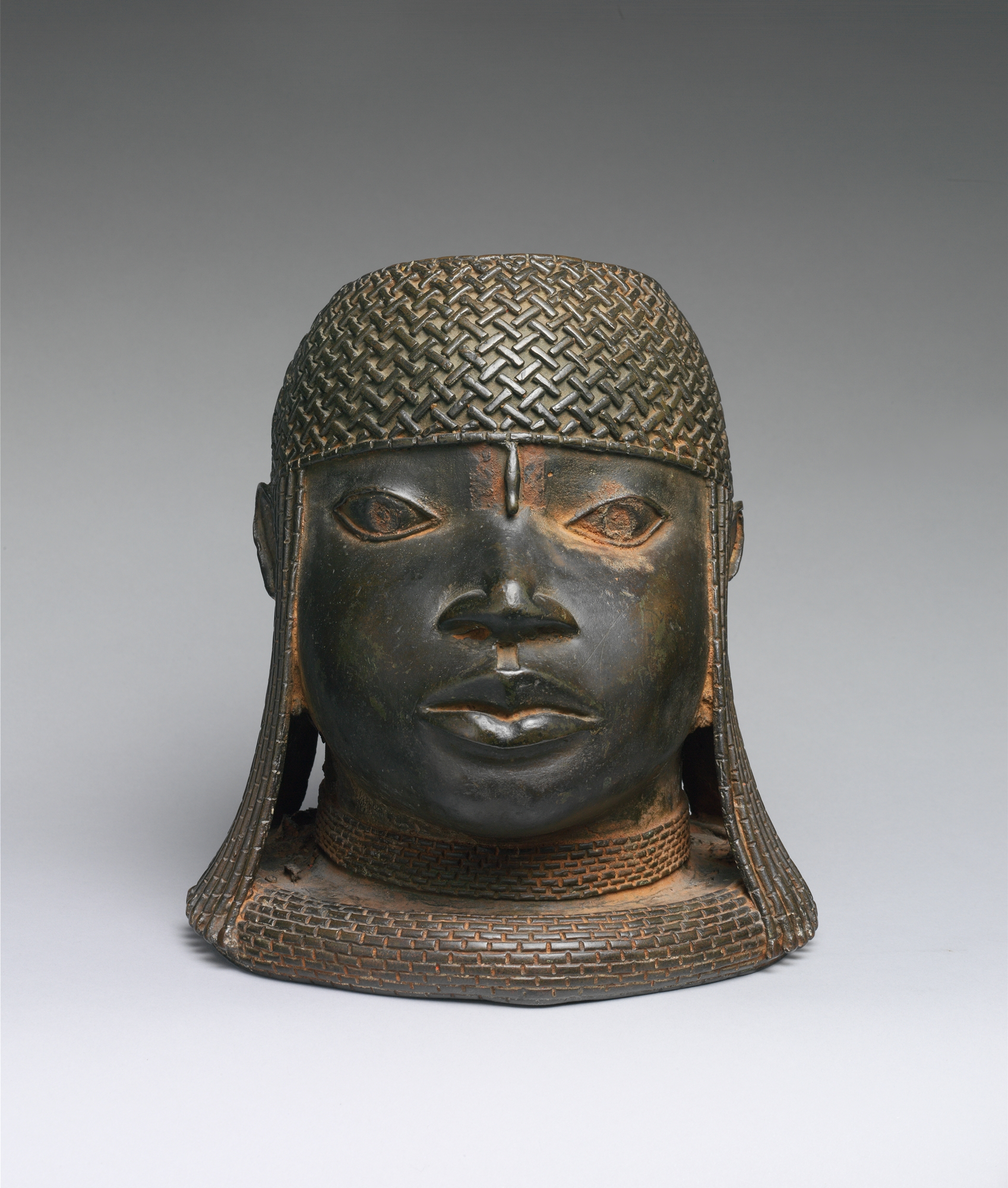
Bronzo del Benin

Tra il 500 e il 1500 in Africa si svilupparono molte civiltà diverse. Nel Nord Africa si assistette all'ascesa di alcune entità politiche stabilite dai berberi, come il sultanato merinide nell'odierno Marocco, il regno di Tlemcen in Algeria e la dinastia hafside in Tunisia. La regione costiera era invece conosciuta dagli europei come la Costa berbera da dove i pirati conducevano operazioni che comprendevano la cattura di navi mercantili e il saccheggio degli insediamenti costieri. Migliaia di prigionieri europei furono venduti nei mercati nordafricani facenti parte della tratta barbaresca degli schiavi.
Nel Corno d'Africa, il Regno di Axum decadde nel VII secolo e il suo posto venne successivamente preso dalla dinastia Zagwe, famosa per la sue chiese scavate nella roccia a Lalibela. Successivamente salì al potere la dinastia salomonide che dichiarò di discendere dai precedenti imperatori di Axum e che governò il paese fino al XX secolo inoltrato.
Nella regione del Sahel dell'Africa occidentale sorsero molti imperi islamici, come gli imperi del Ghana, del Mali, del Songhai e del Kanem-Bornu. Questi controllavano le vie commerciali trans-sahariane di oro, sale e schiavi. Nel XIV secolo l'Africa occidentale divenne il più grande esportatore di oro del mondo.
Le civiltà a sud del Sahel includono la città di Ifẹ, nota per la sua arte, l'Impero Oyo, il Regno del Benin degli Edo con sede a Benin City, il Regno Nri degli Igbo, che produceva avanzati oggetti artistici di bronzo a Igbo-Ukwu, e agli Akan, noti per la loro complessa architettura.
In Africa centrale si vennero a formarsi diversi Stati, tra cui il Regno del Congo. In quella che oggi è la moderna Africa meridionale, i nativi africani fondarono vari regni come il regno di Mutapa. Questi regni fiorirono grazie al commercio con gli swahili sulla costa dell'Africa orientale. Essi costruirono grandi strutture difensive in pietra senza malta come nel Grande Zimbabwe, capitale del Regno di Zimbabwe, e Khami, capitale del Regno di Butua. Gli swahili abitavano la costa dell'Africa orientale, dal Kenya al Mozambico, e commerciavano intensamente con gli arabi, che li convertirono all'Islam. Essi edificarono molte città portuali come Mombasa, Mogadiscio e Kilwa. I marittimi del sud-est asiatico colonizzarono il Madagascar tra il IV e il IX secolo.

### Asia meridionale
Dopo la caduta dell'Impero Gupta avvenuta nel 550 d.C., l'India settentrionale fu divisa in una complessa e fluida rete di regni più piccoli. Le prime incursioni musulmane nel nord-ovest ebbero inizio nel 711 d.C. quando il califfato omayyade conquistò gran parte dell'attuale Pakistan. A quel punto l'avanzata militare dei musulmani fu in gran parte fermata, ma la religione islamica continuò a diffondersi in India, in gran parte grazie all'influenza dei mercanti arabi che viaggiavano lungo la costa occidentale. Il IX secolo vide la lotta per il controllo dell'India settentrionale tra gli imperi Pratihara, Pala e Rashtrakuta.
Le dinastie post-classiche dell'India meridionale compresero quelle dei Chalukya, degli Hoysala e dei Chola. Sotto il governo du questi re fiorirono la letteratura, l'architettura, la scultura e la pittura. Altri importanti stati emersi nel sud dell'India durante questo periodo sono il Sultanato di Bahman e l'Impero Vijayanagara.

### Oceania
I Polinesiani, discendenti dei popoli Lapita, colonizzarono vaste distese dell'Oceania remota a partire dal 1000 d.C. circa. I loro viaggi portarono alla colonizzazione di centinaia di isole tra cui le Marchesi, le Hawaii, Rapa Nui (Isola di Pasqua) e Nuova Zelanda.
L'impero Tu'i Tonga fu fondato nel X secolo d.C. e si espanse tra il 1250 e il 1500. Durante questo periodo la cultura, la lingua e l'egemonia tongana si diffusero ampiamente nella Melanesia orientale, nella Micronesia e nella Polinesia centrale. Essi influenzarono l'est di 'Uvea, Rotuma, Futuna, Samoa e Niue, così come specifiche isole e parti della Micronesia, Vanuatu e Nuova Caledonia. Nell'Australia settentrionale, ci sono prove che gli aborigeni australiani commerciavano regolarmente con trepanger Makassan provenienti dall'Indonesia prima dell'arrivo degli europei. Nelle società aborigene, la leadership era basata sui risultati ottenuti, mentre la struttura sociale dei popoli polinesiani era caratterizzata da domini ereditari.

### Americhe

Machu Picchu, Impero Inca

Nel Nord America, intorno al 950 d.C. si assistette all'ascesa della Cultura del Mississippi che nel XI secolo arrivò all'apice con lo sviluppo dell'ampio complesso urbano a Cahokia. Gli Anasazi e i loro predecessori, vissuti tra il IX e il XIII secolo, fondarono estesi insediamenti permanenti, comprese strutture in pietra che continuarono ad essere gli edifici più grandi del Nord America fino al XIX secolo.
In Mesoamerica, la civiltà di Teotihuacan scomparve mentre quella Maya andò verso una profonda decadenza. Tra il XIV e il XV secolo l'impero azteco arrivò a dominare gran parte della regione.
Nel Sud America, il XV secolo fu caratterizzato dall'ascesa degli Inca. L'impero Inca, con capitale Cusco, arrivò ad estendersi per tutte le Ande arrivando ad essere la civiltà precolombiana territorialmente più estesa. Questo popolo dimostrò di essere prospero e avanzato, è noto per aver sviluppato un eccellente sistema stradale e per le eleganti opere in pietra.

## Età moderna

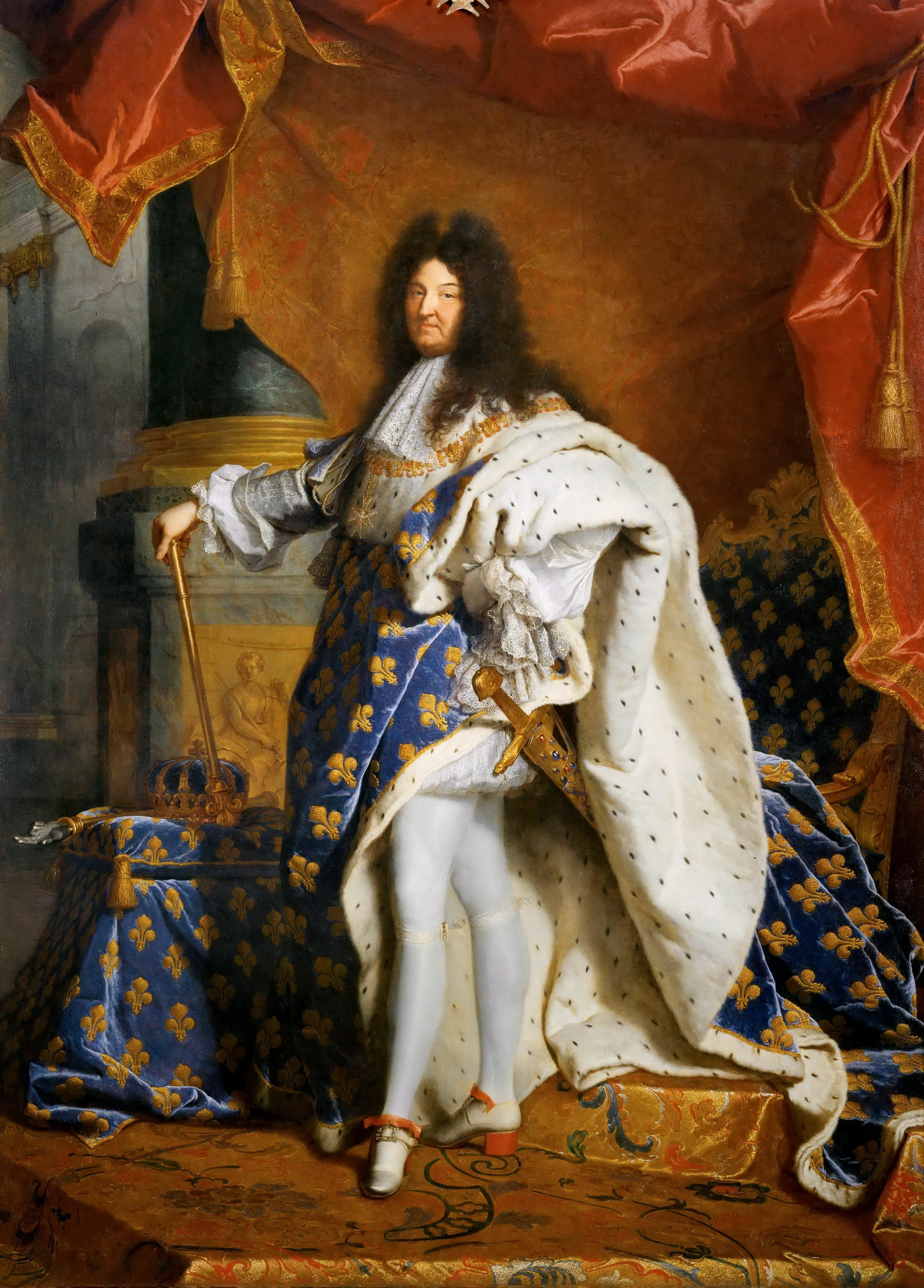
Luigi XIV di Francia, detto il Re Sole, fu probabilmente il massimo rappresentante della monarchia assoluta in Europa

Il periodo tra il XV e il XVIII secolo fu caratterizzato da una smisurata espansione dei contatti culturali, economici, politici e militari tra popoli in tutto il globo. Nel corso di questi secoli culture e società di tutti i continenti (con l'eccezione dell'Antartide) interagirono tra loro come mai era accaduto in precedenza; ciò provocò intensi flussi migratori e scambi commerciali su ampia scala, trasformazioni ecologiche e biologiche, oltre alla costruzione di vasti imperi territoriali da un capo all'altro del pianeta.

### Nuove formazioni politiche
Nel corso dell'età moderna si verificò una tendenza all'accentramento politico, con la costruzione di vasti imperi guidati da potenti monarchi. L'apice venne raggiunto tra la fine del XVII secolo e l'inizio del XVIII secolo, quando regnavano contemporaneamente Luigi XIV in Francia, Pietro il Grande in Russia, Aurangzeb in India e Kangxi in Cina. Questi stati, caratterizzati da governi accentrati e assoluti, sostennero il commercio e gli scambi culturali favorendo così le interazioni globali.
Fu proprio in Europa che si affermò lo Stato quale «unico soggetto politico collettivo dotato di piena sovranità». Il processo di costruzione dello Stato moderno tra i secoli XVI e XVIII prese piede da una serie di conflitti, iniziati con le guerre di religione nel Cinquecento e culminate nella Guerra dei trent'anni, che si rivelarono fondamentali per porre le basi delle nuove forme di potere: la cosiddetta rivoluzione militare infatti non solo aumentò a dismisura le spese statali, ma permise ai monarchi europei di affermarsi sia all'interno dei propri paesi che al di fuori di essi. Ciò provocò la formazione di apparati burocratici e fiscali sempre più efficienti e lo sviluppo della moderna diplomazia; al contempo, questo processo venne accompagnato da nuove teorie politiche ed economiche – la dottrina dell'assolutismo, i princîpi mercantilisti e cameralisti, la ragion di Stato – che permisero ai sovrani di imporsi sull'aristocrazia e sul popolo, assicurandosi in questo modo un potere assoluto.

#### Imperi coloniali europei in Asia

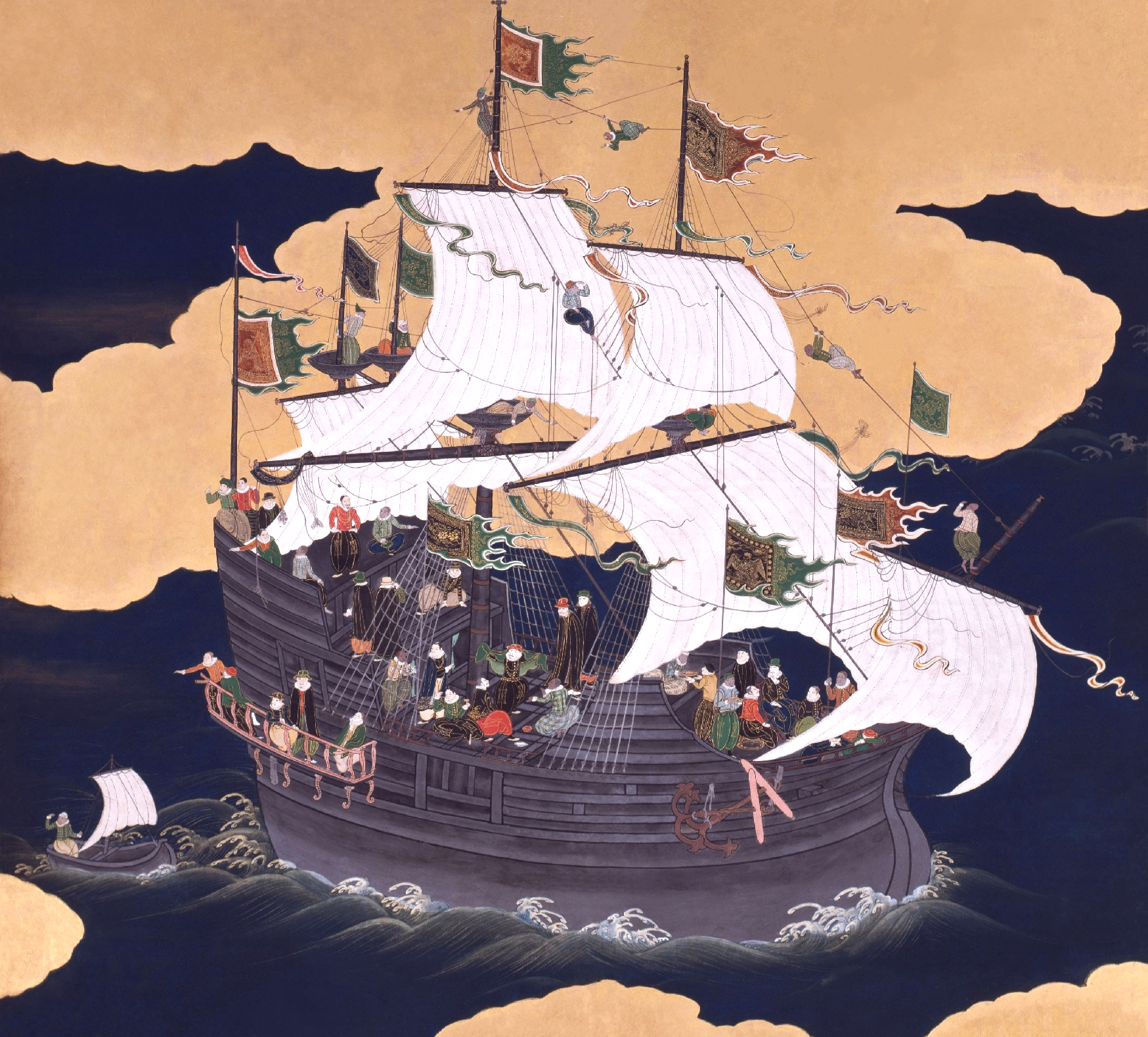
Raffigurazione giapponese di una caracca portoghese

Forti della loro capacità militare e tecnologica, gli stati europei a partire dal Quattrocento iniziarono ad espandersi sui mari, esplorando prima l'oceano Atlantico e poi quello Indiano. Il primo impulso alla cosiddetta età delle scoperte fu dato dal Portogallo, che finanziò diversi viaggi esplorativi, fino a quello condotto da Vasco da Gama tra il 1498 e il 1499. Da Gama riuscì a circumnavigare il Capo di Buona Speranza, giungendo a Calicut, in India, e rivendicando l'oceano Indiano per il re del Portogallo. Nei decenni successivi i portoghesi installarono diverse basi in tutta l'Asia a fini commerciali, creando un vero e proprio impero coloniale (l'Estado da India) e mantenendo il predominio marittimo fino almeno al Seicento.
La supremazia portoghese nell'Asia sudorientale nel corso del XVII secolo lasciò il posto ad una nuova potenza emergente: la Repubblica delle Sette Province Unite. Gli olandesi riuscirono a conquistare i mercati asiatici, arrivando a controllare anche la produzione di spezie, grazie alla propria forza militare navale e all'azione della Compagnia olandese delle Indie orientali (o VOC). Nello stesso periodo si affacciarono sull'oceano Indiano anche francesi e inglesi, che presero il sopravvento nel Settecento e conquistarono importanti avamposti, soprattutto in India dove patteggiarono accordi con governatori locali e funzionari Moghul. Dopo la Guerra dei sette anni la Gran Bretagna riuscì ad estromettere i francesi instaurando un vero e proprio impero coloniale; al contempo, i britannici proseguirono l'esplorazione dell'Oceania dove fondarono nuovi insediamenti tra Australia e Nuova Zelanda.

#### Esplorazione e conquista delle Americhe

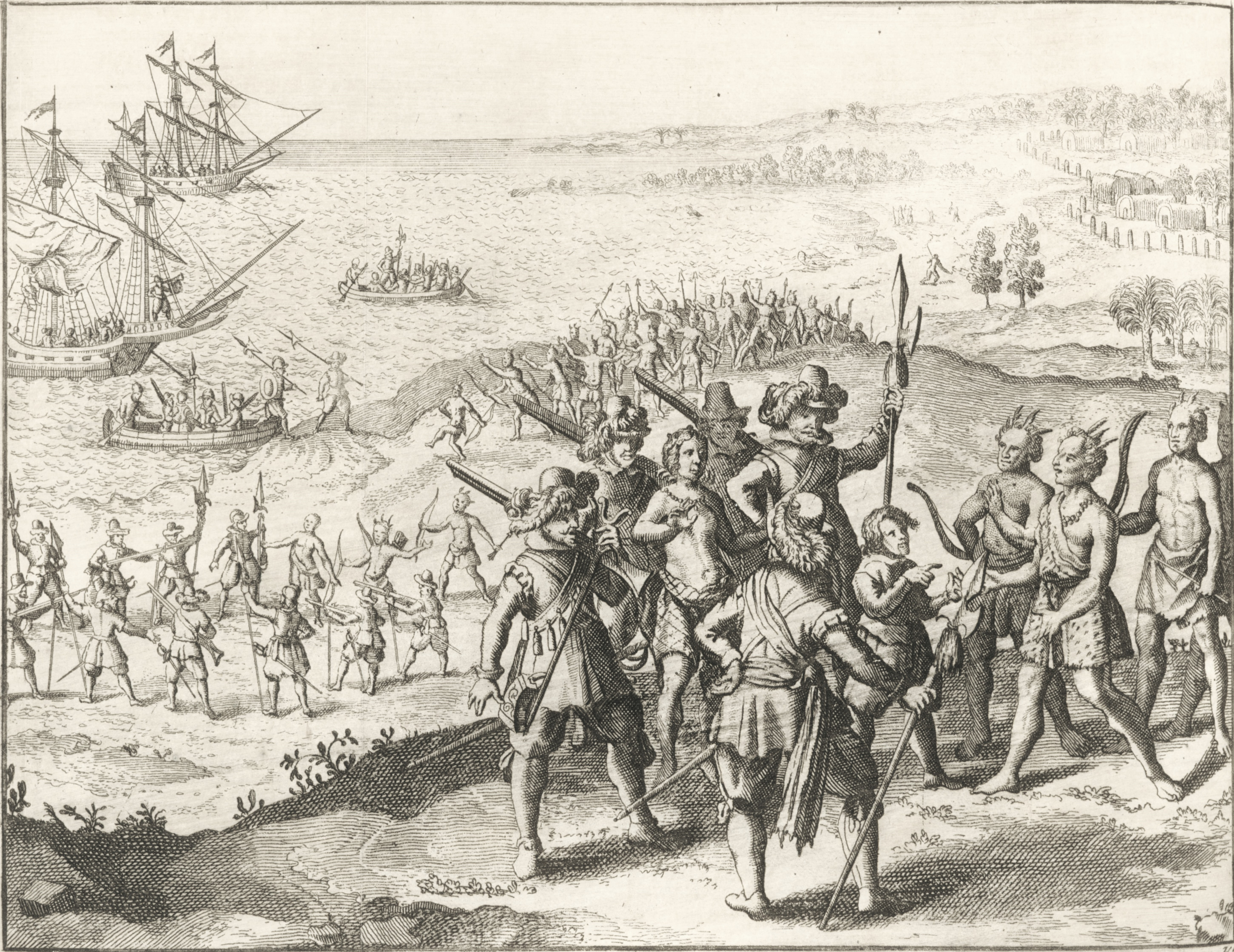
Incontro tra coloni inglesi e membri della tribù Powatan all'inizio del XVII secolo

Nel corso del XV secolo furono sempre i paesi iberici ad inaugurare le nuove spedizioni nell'Atlantico. Il Portogallo, che nel 1419 aveva già preso Madera, installò diverse basi commerciali sulle coste africane, seguito da Spagna, Francia, Inghilterra, Svezia e Danimarca nel corso del Cinquecento; nel 1652 gli olandesi si insediarono nel Capo di Buona Speranza. La Castiglia dal canto suo finanziò il viaggio di Cristoforo Colombo, che inagurò la scoperta dell'America, un continente sconosciuto ad europei, africani ed asiatici. Nel giro di pochi decenni gli spagnoli colonizzarono quelle nuove terre e conquistarono gli imperi Inca, in America meridionale, e azteco, nell'attuale Messico. I portoghesi invece, in seguito ad un viaggio condotto da Pedro Álvares Cabral, si insediarono nell'attuale Brasile: le due potenze stipularono il Trattato di Tordesillas tramite il quale si suddivisero le terre recentemente scoperte.
I paesi dell'Europa settentrionale si affacciarono nelle nuove terre solo nel corso del XVII secolo. I francesi rivendicarono gran parte dell'America settentrionale, ribattezzandola "Nuova Francia"; tuttavia, il dominio francese su questa vasta area era contraddistinta da piccoli avamposti fortificati che fungevano perlopiù da basi commerciali con i popoli stanziati nei dintorni. I britannici invece, soprattutto a partire dal Settecento, promossero una grande ondata migratoria, in particolar modo verso quelle che furono definite le Tredici colonie. I rapporti con le popolazioni indigene dunque si fecero molto più tesi coi coloni inglesi, che miravano ad appropriarsi di terre da coltivare, che non con quelli francesi. Mentre i coloni europei si fronteggiavano per il predominio nella regione, essi stringevano patti e alleanze con le tribù locali che cercavano di sfruttare a loro vantaggio. La vittoria britannica nella Guerra dei sette anni tuttavia sancì la supremazia inglese nella regione.

#### Espansioni imperiali in Asia

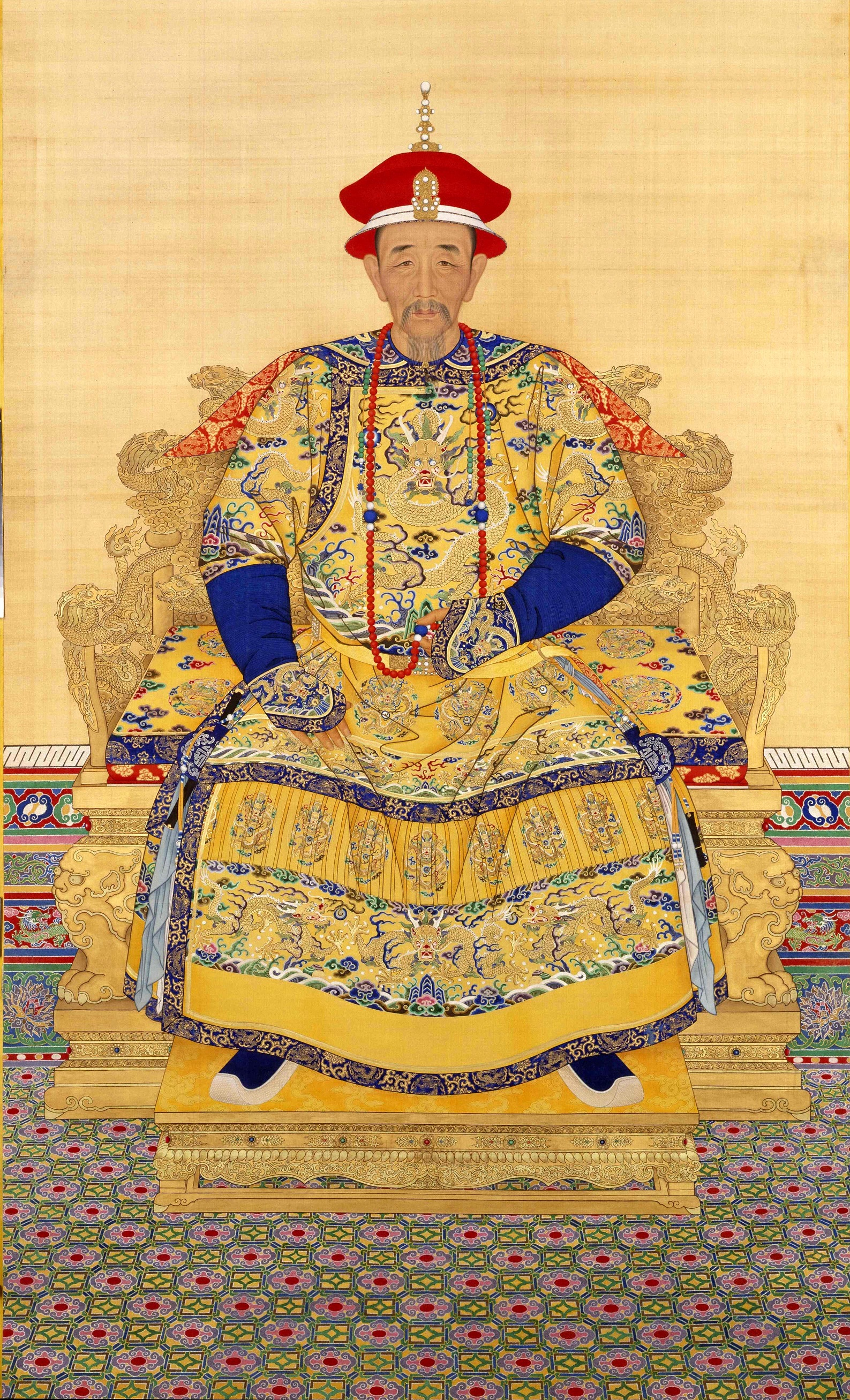
L'imperatore cinese Kangxi, che regnò dal 1661 al 1722

Uno degli eventi riconosciuto come cruciale per l'inizio dell'età moderna fu la conquista ottomana di Costantinopoli. Nel 1453 il sultano Maometto II prese la capitale dell'Impero bizantino, decretandone la fine e costruendo al suo posto un forte stato ispirato dalla religione islamica. Grazie alla loro potenza militare, nel corso del Cinquecento gli ottomani si espansero in Africa settentrionale, in Mesopotamia, nei Balcani e nella penisola arabica fino a giungere al Golfo Persico, scontrandosi con la Monarchia asburgica ad occidente e i Safavidi ad oriente. Tra il XVI e il XVII secolo l'impero attraversò il suo massimo splendore; successivamente entrò in una fase di decadenza, ma collassò definitivamente solo nel 1923, in seguito alla Prima guerra mondiale.
L'Impero ottomano fu una potenza di primo piano durante l'età moderna; posta a cavaliere tra tre continenti, controllava il Mediterraneo orientale e sosteneva i traffici commerciali tra Asia ed Europa. Contemporaneamente, altre due grandi potenze islamiche sorsero in Asia occidentale e meridionale: lo stato retto dalla dinastia Moghul in India e l'impero dei Safavidi. L'impero Moghul sorse quando il fondatore della dinastia Babur sconfisse il sultano di Delhi nel 1526; le successive conquiste, proseguite dai suoi successori, crearono un vasto impero che al suo apogeo controllava gran parte del subcontinente indiano. I Moghul erano una dinastia musulmana di origini turche (Babur discendeva da Tamerlano), ma in India costruirono uno stato accentrato e multiculturale, che entrò in crisi solamente nel corso del Settecento.
L'Impero safavide nacque quando Isma'il I si proclamò scià in seguito alla conquista di Tabriz. Le vaste conquiste territoriali, dovute alla forza dei kizilbash, furono le basi per costruire un forte stato territoriale che si estendeva dall'India all'Iraq e aveva il suo centro in Persia. L'impero vide il suo massimo splendore sotto ʿAbbās I, e durò fino a quando, all'inizio del Settecento, non crollò sotto la spinta dei suoi potenti vicini: l'impero Moghul e la Russia di Pietro il Grande. Infatti la Russia, erede del Granducato di Mosca, divenne nel corso dell'età moderna un vasto impero che dall'Europa si estendeva fino al Pacifico. Lo zar Ivan il Terribile nel Cinquecento riscì a rafforzare lo stato in maniera autocratica; per suo impulso prese avvio un grande processo di espansione territoriale verso oriente, poi proseguito sotto la dinastia dei Romanov, che portò all'annessione della Siberia.
In Asia orientale invece la potenza dominante era la Cina, che sotto le dinastie Ming (1368-1644) e Qing (1644-1912) divenne lo stato egemone nella regione, creando un enorme impero centralizzato. La solidità dell'apparato burocratico statale permise alla Cina di superare tutte le crisi dinastiche e politiche, nonché di espandersi notevolmente, giungendo ad annettere aree come il Turkestan (Xinjiang), il Tibet e lo Yunnan. Nonostante lo schiacciante predominio della Cina, nella regione esistevano altre monarchie assolute come la Corea della dinastia Joseon e il Giappone dello shogunato Tokugawa.

#### Americhe e Africa
Anche negli altri continenti fiorirono forti imperi che assursero al ruolo di potenza nelle proprie regioni: in Africa fiorirono gli imperi Oyo, Ashanti, Bugunda e Rozwi, oltre al Califfato di Sokoto; in America invece le formazioni più importanti, almeno fino all'arrivo degli europei, erano l'impero Inca nelle Ande e quello Azteco nel Messico.

## Le rivoluzioni
A fine 1700, rivoluzioni tecnologiche nella produzione che avviarono il più grande boom nella storia del mondo.

Prise de la Bastille, di Jean-Pierre-Louis-Laurent Houel. Il 1789, anno dell'inizio della Rivoluzione francese, è la data canonica per l'inizio della Storia contemporanea

Il grande movimento culturale e filosofico dell'Illuminismo aprì le porte ad una serie di rivoluzioni. Con apice in quelle francese e americana, le rivoluzioni liberali aprirono le porte al capitalismo di mercato, combattuto poi dalla classe proletaria (rivoluzione d'Ottobre).
Importanti contributi scientifici, di notevole impatto culturale, furono la gravitazione universale e le teorie di Darwin sull'evoluzionismo.

## Le guerre
Centinaia e centinaia di guerre si sono svolte durante lo sviluppo del genere umano. Il XIX e il XX secolo videro sulla scena europea ed internazionale grandi guerre. Tensioni tra le forze nazionali in Europa prima e poi nel mondo scoppiarono in conflitti (su tutte, le due guerre mondiali). Si affermarono grandi ideologie che portarono alla formazione di regimi dittatoriali. In diversi paesi del mondo si verificano genocidi, per i quali milioni di individui furono sterminati dal regime o dal popolo dominante (il caso più famoso: quello della Shoah, il genocidio degli Ebrei da parte del regime dittatoriale nazista)
Politiche internazionali di sfruttamento portano all'accentuarsi della divisione tra fasce di ricchezza, individuando Primo Mondo (servizi), Secondo Mondo (industria) e Terzo Mondo (agricoltura).
La fine del XX secolo vide un clima di tensioni tra le due superpotenze USA e URSS, definito guerra fredda. Il XXI secolo inizia con la minaccia del terrorismo a livello mondiale, dopo gli attentati dell'11 settembre 2001 che innescarono una serie di reazioni militari da parte delle Potenze maggiormente attrezzate sotto un profilo tecnologico e militare. Al 2007 sono presenti ancora tra i 24-29 conflitti, sparsi soprattutto lungo l'asse centrale della Terra, in Africa e il sud-est asiatico sono le zone con una concentrazione maggiore. 6 500 000 la stima dei morti in questi conflitti. Inoltre sono presenti diverse zone di tensione.

## Villaggio globale
La fine del XIX vede una serie di cambiamenti importanti dovuti allo sviluppo della tecnologia e dell'industria, che mutarono dapprima la vita del continente europeo, per poi estendersi nel XX secolo nel resto del mondo. Dopo le guerre mondiali, la ripresa dell'economia mondiale portò alla diffusione di massa di invenzioni che cambiarono le abitudini e la qualità di vita. Il telegrafo si sviluppò nella radio e successivamente nel telefono, cinema e televisione; tutti mezzi di comunicazione di massa che, per loro stessa struttura comunicativa, modificano profondamente la società nella percezione della realtà e della cultura. La tecnologia permette anche spedizioni per l'esplorazione dello spazio; nel 1969 durante la missione spaziale Apollo 11, per la prima volta un essere umano cammina su un altro corpo celeste, la Luna, nella così detta "corsa allo spazio".
L'invenzione e il conseguente sviluppo dei voli aerei nel corso del XX secolo, così come la diffusione dell'uso dell'automobile, facilitano i viaggi e gli scambi commerciali come mai prima nella storia. L'intensificazione degli scambi economico-commerciali e degli investimenti internazionali su scala mondiale viene chiamato, tra la fine del XX secolo e l'inizio del XXI, globalizzazione.
Verso la fine del secolo, l'informatica ha una crescita esponenziale, portando i sistemi di informazione e i computer ad essere protagonisti prima nel settore industriale, poi nella società tutta. La rete Internet diventa il canale privilegiato per la comunicazione in ogni angolo della Terra.
Si rende necessaria l'attenzione mondiale a temi come l'ambientalismo, la difesa di diritti civili, la lotta alla povertà e alla fame. Nasce l'ONU (1945) e si sviluppano varie organizzazioni non governative che agiscono su scala globale.